# فيليبو روبرت
فيليبو روبرت (بالإيطالية: Filippo Lauri)‏ هو رسام إيطالي، ولد في 25 أغسطس 1623 في روما في إيطاليا، وتوفي بنفس المكان في 12 ديسمبر 1694.